# And Furthurmore...
And Furthurmore... è un album dal vivo degli Hot Tuna pubblicato nel 1999. Il disco è stato inciso nel formato HDCD.

## Tracce
1. I See the Light (Jorma Kaukonen) / "Sunny Day Strut" (Kaukonen) – 6:50
2. Been So Long (Kaukonen) – 3:52
3. True Religion (Kaukonen) – 5:00
4. Third Week in Chelsea (Kaukonen) – 4:47
5. Embryonic Journey (strumentale) (Kaukonen) – 2:20
6. I Am the Light of This World (Gary Davis) – 3:48
7. Watch the North Wind Rise (Kaukonen) – 5:12
8. Water Song (Kaukonen) – 6:02
9. Gypsy Fire (Michael Falzarano) – 7:51
10. Just My Way (Falzarano) – 7:07
11. Hypnotation Blues (Kaukonen, Falzarano) – 8:33
12. Big Railroad Blues (brano tradizionale) – 4:04
13. Funky #7 (Kaukonen, Jack Casady) – 11:37

## Formazione
- Jorma Kaukonen –chitarra elettrica, voce
- Jack Casady – basso elettrico
- Pete Sears – tastiere
- Michael Falzarano – chitarra
- Harvey Sorgen – batteria